# El Verdaguer (Calldetenes)
El Verdaguer és una obra de Calldetenes (Osona) inclosa a l'Inventari del Patrimoni Arquitectònic de Catalunya.

## Descripció
Gran casal en el qual s'observen diverses etapes constructives. La més antiga sembla de planta rectangular coberta a dues vessants amb el carener paral·lel a la façana situada a migdia. Consta de planta baixa, primer pis i golfes. La façana presenta dos portals d'arc rebaixat i un de rectangular i diverses finestres al primer pis, una amb la data de 1773.
Cabana situada davant de l'era de la casa. Consta de planta rectangular coberta a dues vessants amb el carener perpendicular a la façana situada a llevant. En aquesta banda presenta dos portals d'arc rebaixat i un de rectangular. Emmarcaments de les obertures de totxo i els portals de fusta. portes amb grans forrellats.